# Peter Eilander
Pieter Cornelis (Peter) Eilander (Vaassen, 20 april 1957) is een Nederlands organist, dirigent en docent. 

## Biografie

### Opleiding
Eilander studeerde af met hoofdvak orgel en bijvak piano op het conservatorium in Zwolle. Hier kreeg hier les van Dorthy de Rooy en Epke de Jong. Aansluitend volgde hij interpretatielessen bij Nico Waasdorp en Jan Bonefaas.

### Loopbaan
Al op 10-jarige leeftijd begeleidde Eilander de eerste kerkdiensten. Dit was in de gereformeerde Tabernakelkerk in Vaassen. In 1974 volgde zijn benoeming tot de Rehobothkerk in Heerde. Sinds 1981 is hij organist aan de Eben-Haëzergemeente in Apeldoorn.
Eilander is als concertorganist te horen in binnen- en in buitenland. Zo was hij al te horen in Amerika, Engeland, Frankrijk, Duitsland, Hongarije, Ierland, Letland, Rusland en Spanje. Verder is hij als vaste dirigent verbonden aan het Christelijk gemengd koor Cantate Deo in Amersfoort, Mannenkoor Higgajon in Harderwijk en Mannenkoor 'Door Eendracht Verbonden te Werkendam'.
Tevens werkt Eilander als docent verbonden bij het MOC (Muziek Onderwijs Centrum in Holten) en heeft hij een eigen lespraktijk.

## Discografie
Peter Eilander heeft in Frankrijk op verschillende orgels van Aristide Cavaillé-Coll van de Madeleine in Parijs, Saint Pierre in Lisieux en de Saint-Ouen in Rouen cd's opgenomen. Op deze 4 cd’s staan de 8 orgelsonates van Alexandre Guilmant, aangevuld met o.a. de Trocadéro Livraisons. Als laatste zijn er een afwisselend solo orgel-cd opgenomen op het Cavaillé-Coll orgel in de Saint-Sulpice in Parijs en een Bach-orgelcd op het Walcker-orgel in de Dom van Riga.

## Onderscheidingen
Eilander ontving in 1993 en 2006 de Bronzen en Zilveren medaille van de Franse Société Académique Arts-Sciences-Lettres voor zijn bijzondere verdiensten en inzet voor de Franse orgelcultuur. In 2015 werd hij geridderd in de Orde van Oranje-Nassau.
- International Standard Name Identifier: 0000 0003 8913 0479
- Library of Congress Control Number: no2007008330
- Nederlandse Thesaurus van Auteursnamen: 107913313
- Virtual International Authority File: 282477720
- WorldCat: E39PBJdCq67YXjmp43fRwYJYyd